# امیرحسین شمس
امیرحسین شمس ناتری (۳ اسفند ۱۳۸۱ – ۳۰ شهریور ۱۴۰۱) آرایشگر و ورزشکار ایرانی بود که در جریان خیزش ۱۴۰۱ ایران در اعتراضات نوشهر با شلیک شش گلوله توسط نیروهای سرکوبگر جمهوری اسلامی کشته شد.

## زندگی‌نامه
امیرحسین شمس ناتری اهل چالوس، استان مازندران بود و به گفته توانا دانشجوی معماری بود و همزمان با اجاره یک مغازه به آرایشگری می‌پرداخت تا هزینه خود و پدر و مادر سالخورده اش را تأمین کند. او همچنین در رشته‌های ژیمناستیک، بوکس و کشتی فعالیت داشت و رؤیای مهندس شدن داشت.

## کشته شدن
پس از کشته‌شدن مهسا امینی و شروع اعتراضات سراسری، نوشهر از جمله شهرهایی که بود که در همان ابتدا به اعتراضات پیوست و و مردم و جوانان نوشهر تجمعات اعتراضی برپا کردند که با یورش نیروهای امنیتی و درگیری‌ها همراه شد. در نهایت تعدادی از معترضان کشته شدند که یکی از آنها امیرحسین بود که به دلیل شلیک شش گلوله به پا، سینه و پهلویش توسط نیروهای سرکوبگر جان باخت.

## مراسم
برگزاری مراسم چهلم امیرحسین شمس در روز ۱۲ آبان ۱۴۰۱ با ممانعت حکومت مواجه شد و نیروهای امنیتی در بهشت یوسف رضای چالوس را بستند و اجازه ورود به مردم و بستگانش را ندادند.
روز ۳ اسفند همزمان با تولد امیرحسین شمس نیروهای امنیتی اجازه حضور دوستان و خانواده اش را بر سر مزارش ندادند و مراسم تولد امیرحسین شمس در خانه پدری اش برگزار شد.